# Кленау, Иоганн фон
граф Иоганн фон Кленау, барон фон Яновиц (нем. Johann Graf von Klenau, Freiherr von Janovitz, чеш. Klenowsky z Klenowé, 1758—1819) — австрийский генерал от кавалерии, участник Наполеоновских войн.

## Биография
Родился в Праге 13 апреля 1758 года, происходил из старинного чешского дворянского рода Кленовские с Кленова.
1 октября 1774 года вступил на военную службу кадетом в 47-й пехотный полк австрийской армии.
В 1778—1779 годах участвовал в войне за Баварское наследство, был произведён в ротмистры 5-го уланского полка. Затем в чине майора в 1788 году находился в походе против Турции.
В 1793 году уже был подполковником. В этом же году находился при армии на Рейне, которой командовал генерал граф Вурмзер, и был употребляем преимущественно партизаном, к чему в особенности был способен. За боевые отличия он 30 октября 1795 года был награждён малым крестом военного ордена Марии Терезии.
Впоследствии, уже в чине полковника, Кленау состоял в Италии, где в 1799 году опять вёл малую войну, за отличие при Мантуе получил в награду чин генерал-майора. После сражения при Треббии он преследовал Макдональда в Тоскану, разгоняя везде оставленные французами небольшие отряды, находился при осаде Генуи, но в начале 1800 года снова переведён был в армию, действовавшую против французов в Германии. 28 октября 1800 года произведён в фельдмаршал-лейтенанты.
В войну 1805 года Кленау, находясь при австрийской армии в Баварии, был взят в плен при Ульме. Вернулся из плена к Аустерлицкому сражению, в котором командовал все кавалерией.
Во время похода 1809 года он командовал авангардом 2-го корпуса, a потом целой армии, и в особенности отличился в сражениях при Асперне и Ваграме, за что был награждён командорским крестом военного ордена Марии Терезии.
В 1812 году Кленау был пожалован в тайные советники, и в следующем году получил корпус в главной армии, собранной в Богемии. В сражении при Дрездене войска его составляли крайний левый фланг армии союзников по Шестой коалиции, от которой однако были отделены Плауенским оврагом; он несколько опоздал прибыть туда, что было причиной значительных потерь в корпусе Мерфельда, в особенности от сильных атак кавалерии Иоахима Мюрата.
После Лейпцигского сражения граф Кленау командовал блокадой Дрездена, и согласился на свободное отступление из города французского гарнизона под начальством маршала Сен-Сира. Князь Шварценберг не утвердил этой капитуляции и приказал произвести над Кленау следствие. С тех пор Кленау более в военных действиях участия не принимал и служил на военно-административных должностях. В 1815 году назначен командующим австрийскими войсками в Моравии.
Жил в своих поместьях в Богемии, до самой смерти, последовавшей 6 октября 1819 года в Брно.